# Otto Kittel
Otto "Bruno" Kittel (21 de febrero de 1917 - 14 o 16 de febrero de 1945) fue un as de la aviación de la Luftwaffe alemana durante la Segunda Guerra Mundial. Kittel voló en 583 misiones de combate en el Frente Oriental y reclamó 267 victorias aéreas, lo que lo convierte en el cuarto mejor as de la aviación de toda la Historia. Kittel consiguió todas sus victorias pilotando los cazas Messerschmitt Bf 109 y Focke-Wulf Fw 190 contra la Fuerza Aérea Soviética.
Kittel se unió a la Luftwaffe en 1939, cuando tenía 22 años, y voló en su primera misión de combate en 1941. En la primavera de 1941 se unió al escuadrón aéreo Jagdgeschwader 54 (JG 54) en apoyo del Grupo de Ejércitos Norte en el Frente Oriental. Kittel reclamó su primer derribo de un caza enemigo el 22 de junio de 1941, día de inicio de la Operación Barbarroja, aunque tardó un tiempo en engrosar su lista de victorias. Hacia febrero de 1943 llevaba 39 derribos, una cifra discreta comparada con la de otros ases alemanes, pero ese mismo año su cuenta personal comenzó a subir de manera notable cuando su unidad, el JG 54, comenzó a operar los nuevos cazas Fw 190. Kittel fue galardonado con la Cruz de Caballero de la Cruz de Hierro el 29 de octubre de 1943 por alcanzar las 120 victorias aéreas. Muchas de las aeronaves derribadas por Kittel fueron IL-2 Shturmoviks.
Durante lo que restaba de guerra, Kittel consiguió otras 144 victorias que le hicieron merecedor de una Cruz de Caballero de la Cruz de Hierro con Hojas de Roble y Espadas. El 14 o el 16 de febrero de 1945, mientras volaba en su misión de combate número 583, Kittel fue derribado cuando su aparato fue alcanzado por el fuego del artillero aéreo de un Shturmovik. Cayó así el más exitoso de todos los aviadores alemanes muertos en combate durante la Segunda Guerra Mundial.